# Cima Chiavesso
La cima Chiavesso (2.823 m s.l.m.) è una montagna delle Alpi di Lanzo e dell'Alta Moriana nelle Alpi Graie. Si trova in Piemonte nelle Valli di Lanzo, al punto di convergenza tra i comuni di Balme (a nord-ovest), Ala di Stura (a nord-est)  e Lemie (a sud).

## Descrizione

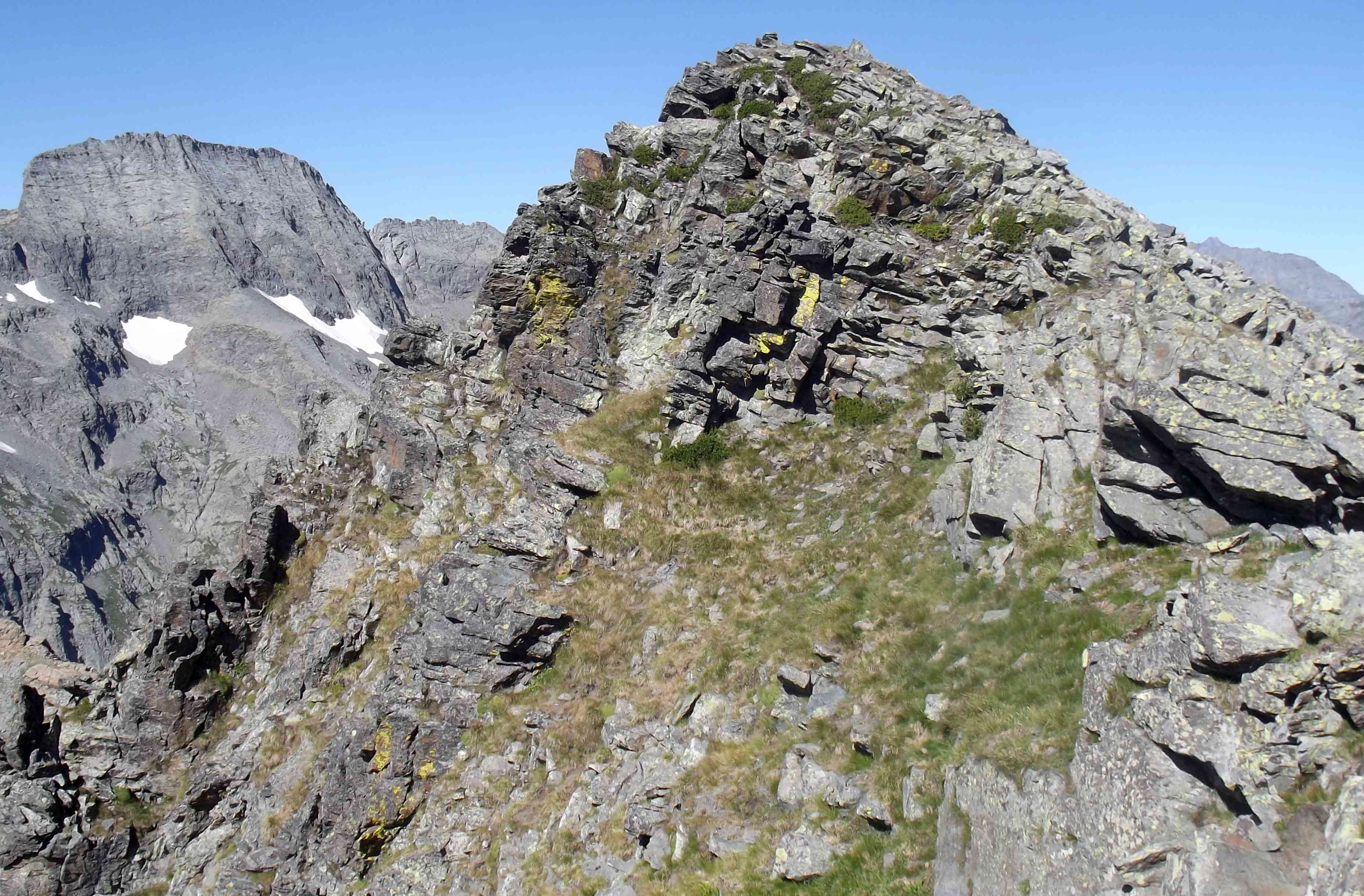
La cima Chiavesso e, a sinistra, la Torre d'Ovarda.

La montagna si trova sulla cresta spartiacque che separa la Val d'Ala dalla Val di Viù. Il colle Puracière (2.667 m) la separa verso sud-ovest dalla punta Golai (2.818 m), mentre una insellatura a quota 2.746 m la divide verso est dal monte Ciorneva (2.918 m). Dalla cima si stacca verso nord un costolone che divide il vallone Casias (ad est) dal vallone Servin; questo crinale perde quota fino al colle del Vallonetto (2.485 m) e poi risale al Bec Fauset (2.578 m). 
Il versante settentrionale è caratterizzato nella parte alta da pendii detritici non troppo ripidi mentre quello meridionale è decisamente più impervio.
Sul punto culminante sorge un piccolo ometto di pietrame con una rustica croce in legno.

## Accesso alla vetta

### Accesso estivo

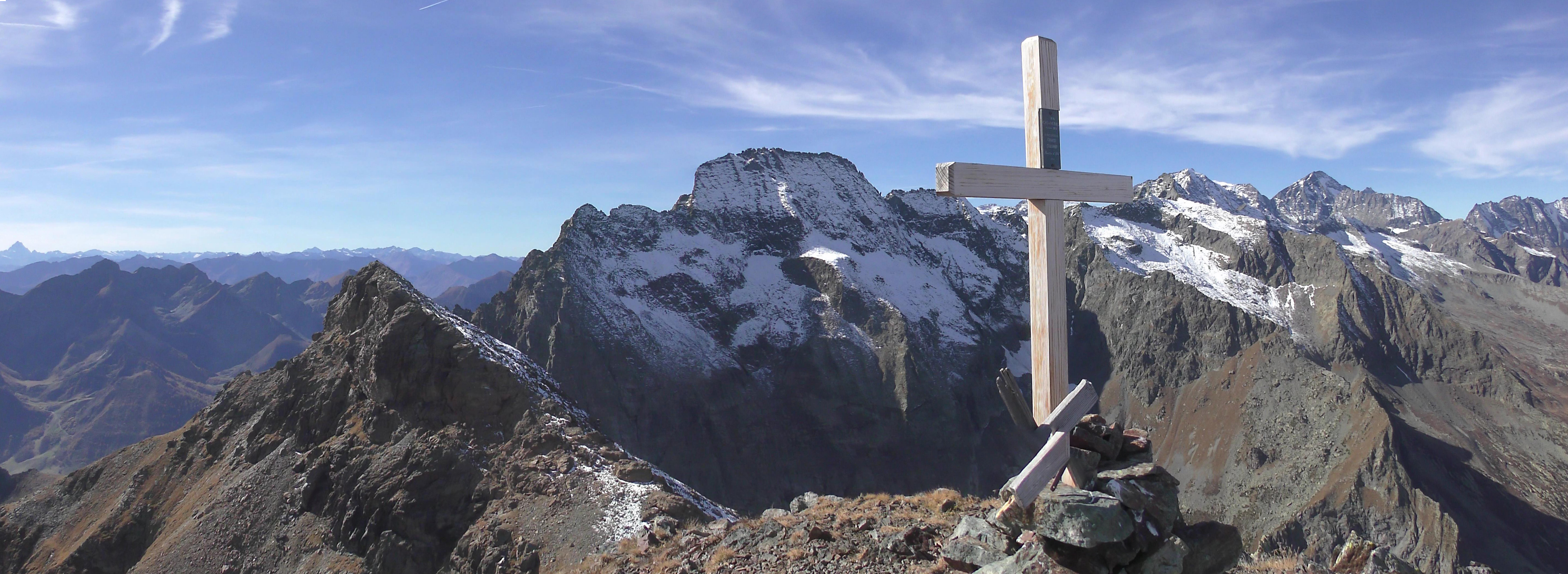
Cima Chiavesso in veste autunnale con la nuova croce e dietro la Torre d'Ovarda. All'estrema sinistra il Monviso

La via normale di salita percorre la detritica cresta settentrionale a partire dal colle del Vallonetto. L'avvicinamento parte in genere dalla frazione Cornetti di Balme oppure da Frè (sempre in comune di Balme), dove termina la strada, seguendo poi il tracciato della GtA per abbandonarlo svoltando a sinistra in direzione del colle. La salita richiede circa 4 ore.
L'itinerario è complessivamente valutato di una difficoltà escursionistica EE.

### Accesso invernale
La montagna è meta di una apprezzata gita sciaplinistica, sempre con partenza da Cornetti di Balme. L'itinerario è considerato di difficoltà BS.

## Cartografia
- Cartografia ufficiale italiana dell'Istituto Geografico Militare (IGM) in scala 1:25.000 e 1:100.000, consultabile on line
- Istituto Geografico Centrale - Carta dei sentieri e dei rifugi scala 1:50.000 n. 2 Valli di Lanzo e Moncenisio
- Istituto Geografico Centrale - Carta dei sentieri e dei rifugi scala 1:25.000 n.110 Alte Valli di Lanzo (Rocciamelone - Uja di Ciamarella - Le Levanne)